# Madurodam

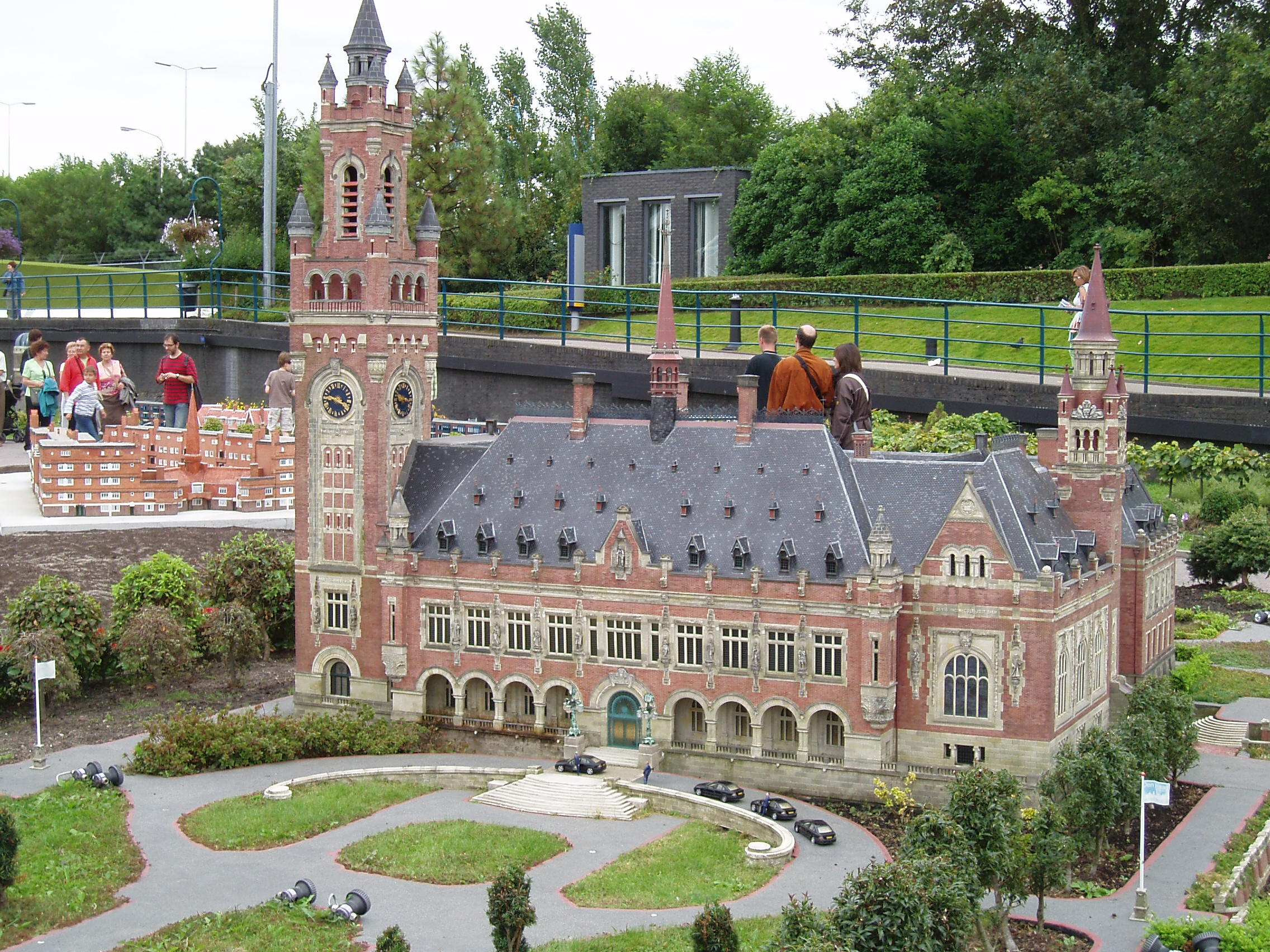
Der Friedenspalast von Den Haag, Miniatur in Madurodam

Madurodam ist ein Miniaturpark im Stadtteil Scheveningen von Den Haag und gilt als eine der größten touristischen Attraktionen der Niederlande. Die Anlage auf einem Areal von circa 18.000 m² enthält über 300 Modelle der wichtigsten Bauwerke, Landschaftsausschnitte und technischen Objekte des Landes im Maßstab 1:25; viele sind animiert. Mit der im Jahr 1950 entstandenen und im Juli 1952 offiziell eröffneten Anlage wollten die Eheleute Joshua und Rebecca Maduro das Andenken an ihren Sohn, den im Jahre 1945 im Konzentrationslager Dachau ums Leben gekommenen  Leutnant und Widerstandskämpfer George Maduro, bewahren.
Kreativer Kopf hinter dem Projekt war die Niederländerin Bep Boon-van der Starp. Sie ließ sich von der 1929 gegründeten Miniaturstadt „Bekonscot Model Village“ in Beaconsfield, England, inspirieren. Mit dem Bau einer Miniaturstadt hoffte Boon-van der Starp, dauerhafte Einnahmen für das 1947 gegründete Niederländische Studentensanatorium „Nederlands Studenten Sanatorium“ (NSS) zu erzielen, die tuberkulosekranken niederländischen Studenten eine Kur und die Möglichkeit zum Studium ermöglichte. Bep Boon-van der Starp hatte die Eltern von George Maduro während des Zweiten Weltkriegs kennengelernt. Es wird angenommen, dass sie das Projekt mit einem Anfangskapital von 100.000 Gulden finanziert haben.

## Übertragener Sinn
Da Madurodam als „Niederlande im Kleinformat“ für eine Art heile Welt steht, wird der Begriff in der niederländischen Politik oft im Zusammenhang mit behaupteter Naivität verwendet. So bezeichnete zum Beispiel die Abgeordnete Ayaan Hirsi Ali den früheren Bürgermeister von Amsterdam, Job Cohen, als „burgemeester van Madurodam“ (Bürgermeister von Madurodam), weil er nach ihrer Meinung zu behutsam gegen islamistische Extremisten in seiner Stadt vorgehe.